# پنج زن زیبا برای جشن نیمه پاییز
پنج زن زیبا برای جشن نیمه پاییز (ایتالیایی: 5 bambole per la luna d'agosto) یک فیلم جالو به کارگردانی ماریو باوا است که در سال ۱۹۷۰ منتشر شد.

## بازیگران
- ایرا فون فورستنبرگ
- ویلیام برگر
- ادویژ فنش
- هاوارد راس
- موریس پولی
- الی گالیانی
- هلنا رونی
- تئودورو کورا
- ادیت ملونی
- مائورو بوسکو